# 挠性轴

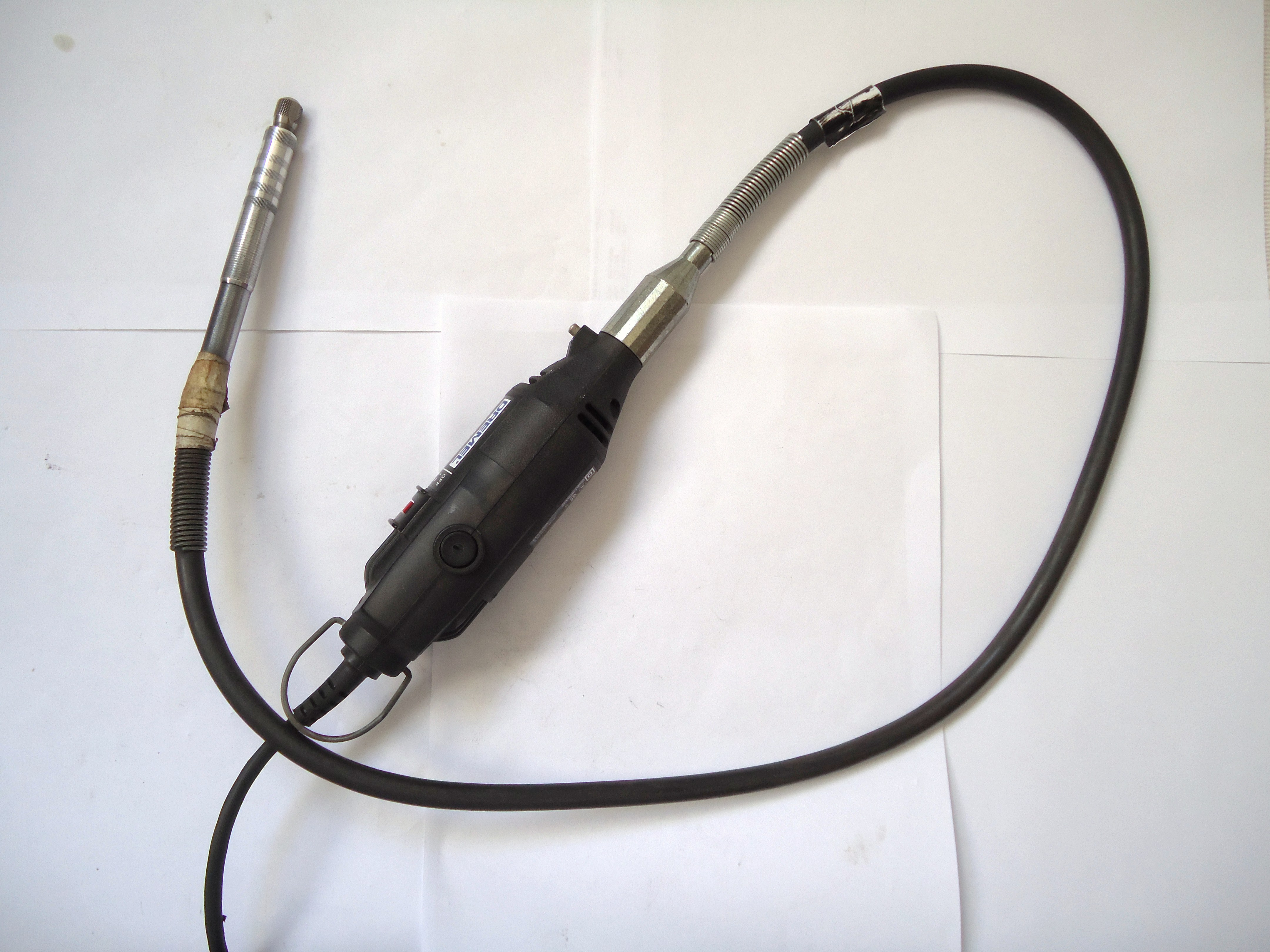
挠性轴

挠性轴是用於在兩個物體之間彼此不固定地傳遞的旋轉運動裝置。它由鋼絲繩或螺旋彈簧組成，挠性轴有柔软性但具有一定的扭轉剛度。挠性轴可以沒有任何覆蓋物，可彎曲但不旋轉。它可能傳輸相當大的功率，或只能进行運動，功率非常小。
柔性軸通常用於水管工程。柔性軸是手持旋轉工具常用的配件，以及帶有遠程電機的旋轉工具的一體部件，稱為“柔性軸工具”。靈活的軸工具在牙科，珠寶行業以及其他工業中經常使用。